# Козлов, Владимир Николаевич (лауреат Сталинской премии)
Владимир Николаевич Козлов (23 июля 1921, Петроград — неизвестно) — советский военный деятель, инженер-полковник, лауреат Сталинской премии.

## Биография
Родился 23 июля 1921 года в Петрограде.
В Рабоче-Крестьянской Красной Армии — с 1939 года, занимал ряд инженерных и командных должностей.
Член ВКП(б)/КПСС.
Принимал участие в Великой Отечественной войне: младший арттехник 128-го артполка 57-й гв. стрелковой дивизии, начальник артиллерийского снабжения 129-го гв. артиллерйиского Демблинского Краснознамённого полка.
После Великой Отечественной войны в звании инженера-полковника технической службы продолжил службу в Советской Армии и занимался инженерной деятельностью в её рядах.
За создание установки для исследования по баллистике был в составе коллектива удостоен Сталинской премии за выдающиеся изобретения и коренные усовершенствования методов производственной работы за 1950 год.
В отставке — с 1980 года.
Умер после 1985 года.

## Награды
- орден Отечественной войны I степени (30.06.1945)
- орден Отечественной войны II степени (26.04.1945, 06.04.1985)
- орден Красной Звезды (23.03.1944, 15.10.1944, 05.11.1954)